# 紀伊國献三
紀伊國 献三（きいくに けんぞう、1933年1月31日 - 2020年5月15日）は、日本の医学者・病院管理学者。筑波大学医学専門学群、国際医療福祉大学などの立ち上げに携わり医学教育に注力するとともに、世界保健機関（WHO）公衆衛生専門委員など国際的にも活躍。晩年は笹川保健財団などを通し、ハンセン病制圧活動にも尽力した。筑波大学・国際医療福祉大学名誉教授。

## 略歴
1957年に国際基督教大学卒業（同大学の一期性である）するとともに聖路加国際病院に勤務。1961年には米国ノースウェスタン大学大学院病院管理研究科卒業。同年より厚生省病院管理研究所で研究員・主任研究官。1978年よりWHO公衆衛生専門委員。筑波大学医学専門学群、国際医療福祉大学などの立ち上げに携わるとともに教鞭をとる。ミズーリ大学医学部医療管理学客員教授、東京女子医科大学でも客員教授をつとめる。笹川記念保健協力財団（現 笹川保健財団）には創設時から理事としてかかわり、1993年より常務理事、2000年より理事長、2013年より会長を務め、2017年に退任（最高顧問就任）。享年87歳、自宅にて逝去。

## エピソード
- 国際基督教大学では国際ハンセン病学会の会長も務めた湯浅洋（同大学初代学長である湯浅八郎の息子）と同級生[2]。
- 国際基督教大学時代に、当時保健体育を担当していた日野原重明より教えを受ける。日野原の推薦から病院管理を学ぶようになり、また聖路加国際病院に就職した。ノースウェスタン大学への留学も、日野原からの勧めでフルブライト奨学金の試験を受けたものである[2]。
- 日野原とは1973年に予防医学の充実を目的とした財団「ライフ・プランニング・センター」を設立した。また1980年代初頭には、同様に予防医学の充実の観点から、ベス・イスラエル病院（ベス・イスラエル・ディーコネス医療センターの前身）と協働し、笹川良一ら日本財団の支援の下、プライマリ・ケア教育充実のための奨学金を設置。日野原が他界した2011年からは「日野原フェローシップ」として運用[3]。

## 受賞歴
- 1999年 日本医師会最高優功賞
- 2006年 日本医学教育学会牛場賞
- 2007年 中華人民共和国衛生奨
- 2009年 ヘルシー・ソサエティ賞（教育部門）

## 論文
- 国立情報学研究所収録論文